# FontanaArte
FontanaArte S.p.A. è un'azienda italiana fondata a Milano (come Fontana Arte) nel 1932 da Luigi Fontana e Giò Ponti e specializzata nella lavorazione del vetro e nella realizzazione di complementi d'arredo. È nota per la lavorazione del cristallo curvato e per la produzione di apparati per l'illuminazione diventando negli anni un nome di rilievo per il design italiano.

## Storia
Nel 1881 Luigi Fontana fonda un'industria produttrice di lastre di vetro per usi edilizi: la Luigi Fontana & Compagni. La crescita dell'azienda porta il fondatore a darle ulteriore visibilità partecipando, nel 1906, alla Fiera internazionale di Milano con un proprio padiglione; la visibilità porta nel giro di pochi anni nuovi investitori e nel 1910 la Saint-Gobain ne acquisisce la maggioranza; Luigi Fontana mantiene il ruolo di direttore artistico. L'azienda cambia nome in Società Anonima e la rete distributiva si estende a livello internazionale. Vengono aperti punti vendita a Torino, Genova, Venezia, Trieste, Roma, Cagliari, Sassari, Messina, Palermo; agenzie nelle colonie italiane, in Europa e Sudamerica.

### 1930-33: I primi anni e la direzione artistica di Giò Ponti
Nel 1930 inizia la collaborazione tra Luigi Fontana e Giò Ponti, allora direttore artistico presso la Richard Ginori. Ponti, nel 1931, viene chiamato alla direzione artistica dell'azienda e disegna per Fontana alcune lampade tra le quali la 0024 e la Bilia. Con l'aumento di richiesta di prodotti artistici in cristallo, settore dove l'azienda italiana si stava sempre più allargando grazie al sodalizio artistico fra i due creativi milanesi, nel 1933 Ponti e Fontana fondano la Fontana Arte, vera e propria divisione aziendale specializzata nella creazione di elementi artistici in cristallo.
Nel 1933 la Fontana Arte acquisisce una piccola bottega milanese di proprietà di Pietro Chiesa specializzata in lavorazioni di lastre in cristallo e vetrate artistiche.
Tra le produzioni del periodo:
- Lampada a sospensione 0024: di forma cilindrica è realizzata da dischi orizzontali in vetro temprato trasparente distanziati fra loro da vuoti, al centro di essi un cilindro in vetro sabbiato contenente la fonte luminosa e chiuso ai lati da due coperchi d'ottone. Giò Ponti, 1931.
- Lampada da tavolo Bilia: un diffusore sferico luminoso in vetro soffiato bianco satinato posizionato sopra un cilindro in metallo nichelato spazzolato. Giò Ponti, 1931.
- Tavolino 1932: due piani realizzati con dischi in vetro da 15 mm, struttura in ottone nichelato e spazzolato. Giò Ponti, 1932.
- Vaso Cartoccio: vaso in vetro naturale/colorato o satinato realizzato a mano, il vetro assume una forma che il vaso sembra di carta. Pietro Chiesa, 1932.
- Tavolino Fontana: tavolino realizzato in un unico pezzo di vetro spesso 15 mm, curvato e molato. Pietro Chiesa, 1932.

### 1933-1948: L'azienda sotto la direzione artistica di Pietro Chiesa
Su suggerimento dello stesso Ponti, la direzione artistica viene affidata a Pietro Chiesa.  Le creazioni di Ponti e Chiesa comprendevano oggetti di varia natura, caratterizzati tuttavia da elevati costi di realizzazione e un processo produttivo artigianale.
Durante tutto il periodo che seguirà, fino al 1948, anno in cui Pietro Chiesa morirà prematuramente, la produzione di oggetti viene ampliata; si realizzano piatti, scatole, portaritratti, vetrate, cornici, specchi, sculture, anche mobili con inserti in vetro e tavoli con basi in vetro curvato.
Tra le produzioni del periodo:
- Lampada da terra Luminator: lampada slanciata a luce indiretta, struttura ad elemento unico (più la base) in ottone nichelato o verniciata di colore nero. Pietro Chiesa, 1933.
- Lampada a parete 006: Montatura in metallo cromato e diffusori in vetro soffiato e satinato bianco o rosso, reinterpretazione in chiave moderna del classico lampadario. Pietro Chiesa, 1933.

### La "pausa" bellica
Con l'avvento della seconda guerra mondiale la lavorazione del vetro viene, per legge, limitata a soli scopi militari; la Fontana Arte quindi, che era specializzata in lavorazioni artistiche venne fortemente penalizzata da questa situazione, che doveva confrontarsi con la totale assenza di vetro nel mercato. L'azienda, inoltre, venne posta sotto sequestro per la presenza nella casa madre di rilevante partecipazione di capitale straniero. Pieni poteri vennero dati al consigliere nazionale: Amilcare Preti, mentre Luigi Fontana venne sollevato da qualsiasi incarico. Per motivi di improduttività, vennero chiusi i due punti vendita principali: Roma e Milano. Lo stabilimento produttivo in via Tortona, inoltre, venne quasi completamente distrutto dai bombardamenti su Milano. L'azienda rimase praticamente "esiliata" fino al termine del conflitto.

### 1948-1967/69: L'azienda sotto la direzione artistica di Max Ingrand
Nel 1948, dopo la morte di Chiesa, la direzione artistica dell'azienda viene affidata a Max Ingrand, in questi anni la produzione aziendale vede un sostanziale ammodernamento dei processi, orientandosi verso un regime di produzione di tipo industriale.
Vengono riaperti gli showroom: a Milano in via Montenapoleone, e a Roma in via Condotti. Negli stessi anni, Lucio Fontana collaborerà nella realizzazione di grandi basi in ceramica per tavoli e tavolini con piano in cristallo, su disegno dell'architetto Roberto Menghi. Nel 1967 Giò Ponti torna con un ruolo di primo piano all'interno della direzione artistica dell'azienda e realizza le lampade Pirellina e Pirellone.
Tra le produzioni del periodo:
- Lampada da tavolo Fontana: abat-jour di tre dimensioni con paralume e base in vetro soffiato bianco satinato e montatura essenziale in metallo verniciato bianco. Il vetro costituisce quasi la totalità del pezzo che si rifà alla classica lampada "con cappello". Max Ingrand, 1954.
- Lampada da tavolo  Giova: lampada di due dimensioni composta da due semisfere sovrapposte, la cui inferiore funge da portalampada, mentre la superiore si presenta come vaso portafiori.
- Lampade Pirellina e Pirellone: lampade a luce diffusa e indiretta con montatura in ottone nichelato satinato e corpo in vetro stampato e curvato. Ispirate al grattacielo milanese. Giò Ponti, 1967.

### L'abbandono di Giò Ponti e i cambiamenti societari
Dopo la morte di Ingrand, Ponti abbandona l'azienda per scarsa condivisione con la nuova politica produttiva indetta dalla casa madre, l'azienda affronta così un periodo di appannamento che porta il gruppo Saint-Gobain a cedere l'attività. L'azienda viene acquistata nel 1979 da un gruppo di imprenditori privati; Carlo Guglielmi viene nominato direttore operativo ed amministratore.

### 1979-2012: l'azienda sotto la direzione artistica di Gae Aulenti
La nuova direzione affida la direzione artistica all'architetto Gae Aulenti, già da qualche anno in azienda.
Vengono prodotte lampade e oggetti d'arredo ancora oggi a catalogo. Tra i collaboratori di maggior rilievo compaiono Piero Castiglioni, Pierluigi Cerri, Daniela Puppa e Franco Raggi. 
Nel 1987, su disegno dell'architetto Renzo Piano, vede la luce una produzione coordinata di sistemi d'arredo; tavoli, tavolini, consolle, librerie, interamente in vetro. Nel 1989 l'architetto Franco Raggi realizza la lampada da parete Velo; nel 1992 viene prodotta "Prima signora", lampada da terra a tre piedi, su disegno di Daniela Puppa. Nel 1993 "Fontana Arte" acquista "Candle", sviluppando una linea dedicata di nuovi prodotti destinati alla clientela più giovane, con nuove tecniche produttive che consentono prezzi più contenuti.
Nel 1997 "Fontana Arte" acquista "Naskaloris", azienda specializzata nell'illuminazione. 
Nel 1998 "Fontana Arte" viene premiata da ADI con il Compasso d’Oro alla carriera.
Nel 2012 muore Gae Aulenti all'età di 84 anni, nello stesso anno in cui l'azienda compie 80 anni d'attività.
Tra le produzioni del periodo:
- Tavolo con ruote: tavolino realizzato unicamente con una lastra quadrata di vetro di 15mm, ai quattro angoli quattro ruote industriali con forcelle in metallo verniciato nero. Gae Aulenti, 1980.
- Lampada da tavolo Parola: lampada con base in vetro trasparente con stelo in vetro borosilicato trasparente. Diffusore in vetro soffiato opalino ambra o bianco. Gae Aulenti e Piero Castiglioni, 1980.
- Sistemi d'arredo Teso: tavolo, libreria e consolle interamente in vetro dotati di tiranti in acciaio cromato all'interno dei pezzi strutturali; la tensione "trasforma" i pezzi in un unico monoblocco. Renzo Piano, 1985, 1989, 1991.
- Lampada da parete Velo:  montatura con porta-lampada e riflettore in alluminio brillantato. Diffusore in vetro curvato dello spessore di 3 mm indurito e sabbiato. Schermo di protezione per lampadina alogena in vetro borosilicato sabbiato. La lampada sembra un foglio sospeso sulla parete. Franco Raggi, 1989.
- Lampada da terra Prima Signora: tre gambe a cavalletto in metallo cromato sovrastate da una grande sfera in vetro soffiato opalino ambra o bianco. Daniela Puppa, 1992.
- Lampada da terra Nobi 4: Esile struttura in metallo cromato o nichelato satinato con quattro diffusori in vetro satinato dotati di perno per poterli orientare verticalmente oppure orizzontalmente. Marinella Patetta e Claudio Valént, 1992.

### Gli anni dal 2010 in avanti
Nel 2010 FontanaArte S.p.A. viene acquisita dal gruppo industriale italiano Nice S.p.A., che rileva un pacchetto di maggioranza pari al 60% delle azioni. La scalata societaria si completa nel 2012 quando Nice S.p.A. acquisisce il rimanente 40%. Nel 2012 la direzione artistica passa a Giorgio Biscaro.
Nel 2016 l'azienda viene acquistata dalla holding ItalianCreationGroup. Dal 2018 Francesco Librizzi, architetto e designer milanese d'adozione e palermitano di nascita, è alla direzione artistica del marchio.
Tra le produzioni del periodo:
- La lampada da sospensione e da appoggio Pinecone è caratterizzata da un diffusore in vetro soffiato prodotto mediante l’antica tecnica del vetro soffiato ingabbiato. Paola Navone, 2016.
- La famiglia di lampade Equatore rappresenta la reinterpretazione in chiave contemporanea delle classiche lampade con paralume in vetro. Gabriele e Oscar Buratti, 2017.
- Setareh, stella dall'antica lingua Farsi, è una famiglia di lampade da tavolo e sospensione composta da una sfera in vetro satinato bianco soffiato a bocca sospesa all’interno di una struttura metallica sottile. Francesco Librizzi, 2017.
- Lasospesa è una lampada da tavolo simmetrica, nata dall'inglobamento di due cilindri: un cilindro di luce primaria sospeso in un cilindro di luce diffusa. Stefano Boeri Architetti, 2019.
- Bilia Mini, riedizione del progetto Bilia  di Giò Ponti, 2019.
- La famiglia Equatore si arricchisce di nuove finiture e con le nuove lampade Tropico e Meridiano. Gabriele e Oscar Buratti, 2020.
- Fontanella, lampada da tavolo in metallo e vetro. Federico Peri, 2020.